# 바이칼 카자크

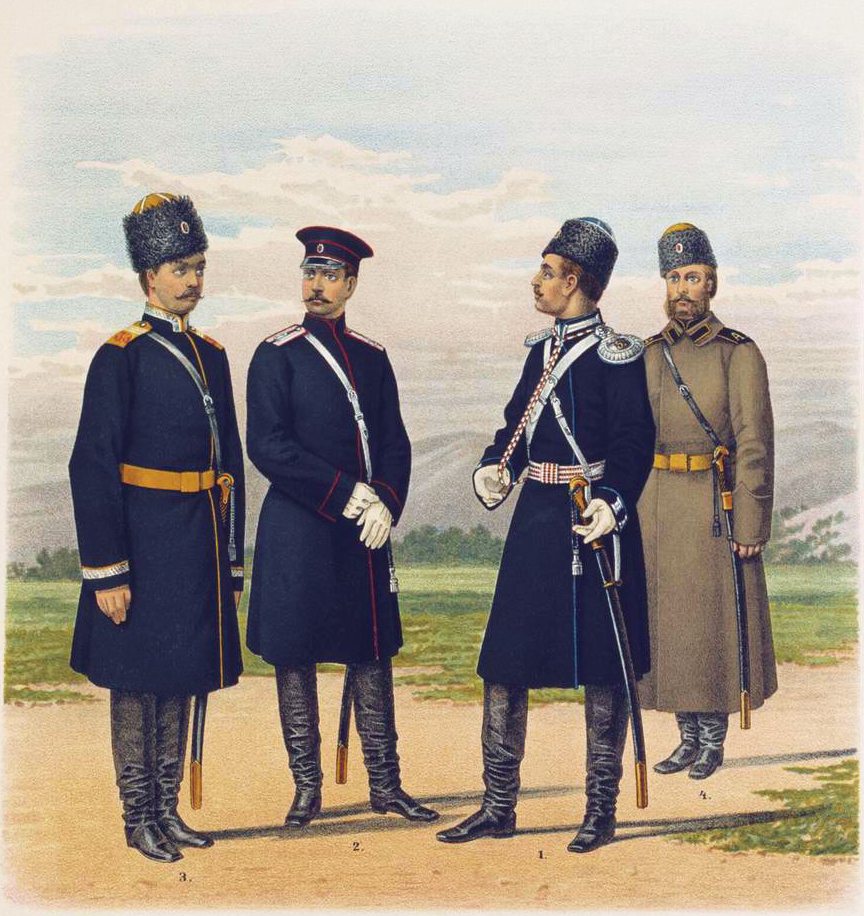

바이칼 카자크(Baikal Cossacks)는 바이칼호 부근에 1851년에 형성된 카자크 군대(Cossack host)인 자바이칼 카자크 군대의 카자크였다.